# Masahudu Alhassan
Masahudu Alhassan (Tarkwa, 1 december 1992) is een Ghanees voetballer die bij voorkeur als linksback speelt. Hij verruilde in 2013 Genoa CFC voor Udinese.

## Clubcarrière
Rimini Calcio haalde Alhassan in 2008 naar Italië. Twee jaar later trok hij naar Genoa CFC, waar hij zijn profdebuut maakte. In januari 2013 werd Udinese mede-eigenaar van de speler.

## Interlandcarrière
In januari 2012 nam Alhassan met Ghana deel aan de Afrika Cup 2012.